# Colonia Margarita
Colonia Margarita es una localidad argentina ubicada en el departamento Castellanos de la provincia de Santa Fe.
Es una zona agropecuaria. Cuenta con una escuela, y una delegación policial.
Su principal vía de acceso es la ruta provincial 63, que la vincula al oeste con María Juana y la RP13, y al este con San Vicente y la RN34. El primer tramo se pavimentó en 2021, y el segundo en 2023.

## Población
Cuenta con 438 habitantes (Indec, 2010), lo que representa un descenso frente a los 445 habitantes (Indec, 2001) del censo anterior.
| Gráfica de evolución demográfica de Colonia Margarita entre 1991 y 2010 |
|                                                                         |
| Fuente: Censos nacionales del INDEC                                     |